# Xã Brushy Lake, Quận Cross, Arkansas
Xã Brushy Lake (tiếng Anh: Brushy Lake Township) là một xã thuộc quận Cross, tiểu bang Arkansas, Hoa Kỳ. Năm 2010, dân số của xã này là 339 người.